# 獨角犀屬
獨角犀屬（學名：Rhinoceros）是犀科下的一个演化支，包含一类独角犀牛，现存 2 种：印度犀（大独角犀）和爪哇犀（小独角犀），其中爪哇犀是最接近灭绝的哺乳動物之一，现仅存约 60 頭，全部生活在爪哇岛西端的乌戎库隆国家公园。

## 下级分类
獨角犀屬 
- †草原犀 R. hemitoechus
- †窄嘴犀 R. leptorhinus[1]
- †大鼻犀 R. megarhinus
- †中华犀 R. sinensis[2]
- 印度犀 R. unicornis
- 爪哇犀 R. sondaicus
  - †印度爪哇犀 R. s. inermis
  - †越南爪哇犀 R. s. annamiticus
  - 印尼爪哇犀 R. s. sondaicus